# 冷たい水の中をきみと歩いていく
『冷たい水の中をきみと歩いていく』（つめたいみずのなかをきみとあるいていく）は、1990年2月21日に発売された谷山浩子の16作目のアルバム。

## 概要
この時期の谷山は、恋や仕事で不安を抱えていた以前とは違う安定した精神状態にあり、歌詞より先に曲を作るようになり、本人の納得の行く出来の作品が生まれた。
タイトルチューン「冷たい水の中をきみと歩いていく」は、実らずに終った恋の歌であり、主人公の命が奪われていく描写があるが、谷山曰く自殺の歌ではないという。
「森へおいで」は本アルバム収録のバージョンは、ライブで歌われる場合と4番の歌詞が異なる。ライブバージョンが本来の歌詞であったが、1988年から1989年にかけて発生した東京・埼玉連続幼女誘拐殺人事件の影響により、誘拐を想起させる部分が書き換えられた経緯がある。1997年のオリジナルベストアルバム『Memories』にはライブバージョンで収録されている。
「LUNA」は斉藤由貴への提供曲で、斎藤のアルバム『âge (アージュ)』に収録されている。「流星少年」「トライアングル」は八木さおりへの提供曲。

## 収録曲
1. 青色帽子ツアー
作詞・作曲：谷山浩子、編曲：斉藤ネコ
2. 流星少年
作詞・作曲：谷山浩子、編曲：石井AQ
3. 冷たい水の中をきみと歩いていく
作詞・作曲：谷山浩子、編曲：石井AQ
4. 瞬間
作詞・作曲：谷山浩子、編曲：斉藤ネコ
5. PUPPY
作詞・作曲：谷山浩子、編曲：石井AQ
6. LUNA
作詞：谷山浩子、作曲：崎谷健次郎、編曲：石井AQ・崎谷健次郎
7. 森へおいで
作詞・作曲：谷山浩子、編曲：石井AQ
8. トライアングル
作詞・作曲：谷山浩子、編曲：斉藤ネコ
9. 恋人の種
作詞・作曲：谷山浩子、編曲：石井AQ
10. 銀河通信
作詞・作曲：谷山浩子、編曲：石井AQ
11. 月日の鏡
作詞・作曲：谷山浩子、編曲：吉川忠英

- ディレクター：日朝幸雄、長岡和弘